# Bryophytomyces sphagni
Bryophytomyces sphagni är en svampart som först beskrevs av Navashin, och fick sitt nu gällande namn av Raffaele Ciferri 1953. Bryophytomyces sphagni ingår i släktet Bryophytomyces och familjen Helotiaceae.   Inga underarter finns listade i Catalogue of Life.